# 第七大道888号
第七大道888号（英語：888 7th Avenue）是美國纽约市一栋高628英尺（191米）的建筑。施工于1971年完成，共46层。Emery Roth & Sons设计了该建筑，同中央公园大厦同为纽约第65高的建筑。